# Obereggen
Obereggen är en bergsby i kommunen Deutschnofen i Sydtyrolen i norra Italien. Den ligger vid foten av Latemar och är känd som vintersportort. 